# Élections législatives de 2002 en Corrèze
Les élections législatives françaises de 2002 se déroulent les 9 et 16 juin 2002. Dans le département de la Corrèze, trois députés sont à élire dans le cadre de trois circonscriptions.

## Élus
| Circonscription | Député sortant     | Parti | Parti | Député élu ou réélu | Parti | Parti |
| --------------- | ------------------ | ----- | ----- | ------------------- | ----- | ----- |
| 1re             | François Hollande  |       | PS    | François Hollande   |       | PS    |
| 2e              | Philippe Nauche    |       | PS    | Frédéric Soulier    |       | UMP   |
| 3e              | Jean-Pierre Dupont |       | RPR   | Jean-Pierre Dupont  |       | UMP   |

## Résultats

### Résultats à l'échelle du département
| Parti                                       | Parti                               | Premier tour | Premier tour | Second tour | Second tour | Sièges |
| Parti                                       | Parti                               | Voix         | %            | Voix        | %           | Sièges |
| ------------------------------------------- | ----------------------------------- | ------------ | ------------ | ----------- | ----------- | ------ |
|                                             | Union pour un mouvement populaire   | 57 715       | 42,89        | 68 832      | 52,04       | 2      |
|                                             | Union pour la démocratie française  | 2 705        | 2,01         |             |             | 0      |
|                                             | Divers droite                       | 424          | 0,32         | 0           |             |        |
|                                             | Majorité présidentielle             | 60 844       | 45,21        | 68 832      | 52,04       | 2      |
|                                             |                                     |              |              |             |             |        |
|                                             | Parti socialiste                    | 45 928       | 34,13        | 63 431      | 47,96       | 1      |
|                                             | Parti communiste français           | 8 498        | 6,31         |             |             | 0      |
|                                             | Les Verts                           | 2 530        | 1,88         | 0           |             |        |
|                                             | Pôle républicain                    | 1 123        | 0,83         | 0           |             |        |
|                                             | Gauche parlementaire                | 58 079       | 43,16        | 63 431      | 47,96       | 1      |
|                                             |                                     |              |              |             |             |        |
|                                             | Front national                      | 6 550        | 4,87         |             |             | 0      |
|                                             | Extrême gauche dont LCR, LO et PT   | 4 270        | 3,17         | 0           |             |        |
|                                             | Chasse, pêche, nature et traditions | 4 068        | 3,02         | 0           |             |        |
|                                             | Mouvement national républicain      | 768          | 0,57         | 0           |             |        |
|                                             |                                     |              |              |             |             |        |
| Inscrits                                    | Inscrits                            | 184 344      | 100,00       | 184 312     | 100,00      | 3      |
| Abstentions                                 | Abstentions                         | 46 071       | 24,99        | 47 155      | 25,58       |        |
| Votants                                     | Votants                             | 138 273      | 75,01        | 137 157     | 74,42       |        |
| Blancs et nuls                              | Blancs et nuls                      | 3 694        | 2,67         | 4 894       | 3,57        |        |
| Exprimés                                    | Exprimés                            | 134 579      | 97,33        | 132 263     | 96,43       |        |
| Source : Ministère de l'Intérieur - Corrèze |                                     |              |              |             |             |        |

### Résultats par circonscription

#### Première circonscription (Tulle)
| Candidat       | Candidat                        | Parti            | Premier tour | Premier tour | Second tour | Second tour |  |
| Candidat       | Candidat                        | Parti            | Voix         | %            | Voix        | %           |  |
| -------------- | ------------------------------- | ---------------- | ------------ | ------------ | ----------- | ----------- |  |
|                | Jean-Pierre Decaie              | UMP              | 20 360       | 40,87        | 23 719      | 47,08       |  |
|                | François Hollande sortant réélu | PS (PRG)         | 19 684       | 39,51        | 26 659      | 52,92       |  |
|                | Dominique Grador                | PCF              | 3 560        | 7,15         |             |             |  |
|                | Bernard Pinato                  | FN               | 1 814        | 3,64         |             |             |  |
|                | Pierre Vinatier                 | CPNT             | 1 413        | 2,84         |             |             |  |
|                | Didier Lorioux                  | Les Verts        | 799          | 1,6          |             |             |  |
|                | Francis Bouysse                 | LCR              | 550          | 1,1          |             |             |  |
|                | Jean-Paul Chailloux             | diss. PCF        | 537          | 1,08         |             |             |  |
|                | Thérèse Trannoy                 | Pôle républicain | 379          | 0,76         |             |             |  |
|                | Marie-Thérèse Coinaud           | LO               | 328          | 0,66         |             |             |  |
|                | Jean-Louis Crouzevialle         | PT               | 224          | 0,45         |             |             |  |
|                | Sylvio Rizzetto                 | MNR              | 174          | 0,35         |             |             |  |
|                |                                 |                  |              |              |             |             |  |
| Inscrits       | Inscrits                        | Inscrits         | 65 482       | 100,00       | 65 465      | 100,00      |  |
| Abstentions    | Abstentions                     | Abstentions      | 14 392       | 21,98        | 13 509      | 20,64       |  |
| Votants        | Votants                         | Votants          | 51 090       | 78,02        | 51 956      | 79,36       |  |
| Blancs et nuls | Blancs et nuls                  | Blancs et nuls   | 1 268        | 2,48         | 1 578       | 3,04        |  |
| Exprimés       | Exprimés                        | Exprimés         | 49 822       | 97,52        | 50 378      | 96,96       |  |

#### Deuxième circonscription (Brive-la-Gaillarde)
| Candidat       | Candidat                  | Parti            | Premier tour | Premier tour | Second tour | Second tour |  |
| Candidat       | Candidat                  | Parti            | Voix         | %            | Voix        | %           |  |
| -------------- | ------------------------- | ---------------- | ------------ | ------------ | ----------- | ----------- |  |
|                | Frédéric Soulier élu      | UMP              | 18 185       | 39,61        | 24 047      | 53,68       |  |
|                | Philippe Nauche sortant   | PS               | 15 076       | 32,84        | 20 748      | 46,32       |  |
|                | Raymond Féral             | FN               | 3 050        | 6,64         |             |             |  |
|                | Jean-Claude Deschamps     | UDF              | 2 705        | 5,89         |             |             |  |
|                | André Pamboutzoglou       | PCF              | 2 622        | 5,71         |             |             |  |
|                | Louis Hironde             | CPNT             | 1 174        | 2,56         |             |             |  |
|                | Marie-Nicole Boisseau     | Les Verts        | 1 038        | 2,26         |             |             |  |
|                | Liberto Iguacel           | LCR              | 505          | 1,1          |             |             |  |
|                | Claire Roborel de Climens | MPF              | 424          | 0,92         |             |             |  |
|                | Francis Ducreux           | MNR              | 386          | 0,84         |             |             |  |
|                | Christian Pascal          | LO               | 330          | 0,72         |             |             |  |
|                | Christian Gaut            | Pôle républicain | 218          | 0,47         |             |             |  |
|                | Max Lecante               | diss. PCF        | 195          | 0,42         |             |             |  |
|                |                           |                  |              |              |             |             |  |
| Inscrits       | Inscrits                  | Inscrits         | 66 326       | 100,00       | 66 322      | 100,00      |  |
| Abstentions    | Abstentions               | Abstentions      | 19 120       | 28,83        | 19 780      | 29,82       |  |
| Votants        | Votants                   | Votants          | 47 206       | 71,17        | 46 542      | 70,18       |  |
| Blancs et nuls | Blancs et nuls            | Blancs et nuls   | 1 298        | 2,75         | 1 747       | 3,75        |  |
| Exprimés       | Exprimés                  | Exprimés         | 45 908       | 97,25        | 44 795      | 96,25       |  |

#### Troisième circonscription (Ussel)
| Candidat       | Candidat                         | Parti            | Premier tour | Premier tour | Second tour | Second tour |  |
| Candidat       | Candidat                         | Parti            | Voix         | %            | Voix        | %           |  |
| -------------- | -------------------------------- | ---------------- | ------------ | ------------ | ----------- | ----------- |  |
|                | Jean-Pierre Dupont sortant réélu | UMP              | 19 170       | 49,34        | 21 066      | 56,8        |  |
|                | Bernadette Bourzai               | PS               | 11 168       | 28,75        | 16 024      | 43,2        |  |
|                | Michel Julien                    | PCF              | 2 316        | 5,96         |             |             |  |
|                | Marguerite Vidal                 | FN               | 1 686        | 4,34         |             |             |  |
|                | Régis Nouaille                   | CPNT             | 1 481        | 3,81         |             |             |  |
|                | Jean Plazanet                    | diss. PCF        | 718          | 1,85         |             |             |  |
|                | Francis Humber                   | Les Verts        | 693          | 1,78         |             |             |  |
|                | Muriel Eymerie                   | Pôle républicain | 526          | 1,35         |             |             |  |
|                | Hervé Cotton                     | LCR              | 478          | 1,23         |             |             |  |
|                | Jean-Jacques Lacarrère           | LO               | 405          | 1,04         |             |             |  |
|                | Antoine d'Aguanno                | MNR              | 208          | 0,54         |             |             |  |
|                |                                  |                  |              |              |             |             |  |
| Inscrits       | Inscrits                         | Inscrits         | 52 536       | 100,00       | 52 525      | 100,00      |  |
| Abstentions    | Abstentions                      | Abstentions      | 12 559       | 23,91        | 13 866      | 26,4        |  |
| Votants        | Votants                          | Votants          | 39 977       | 76,09        | 38 659      | 73,6        |  |
| Blancs et nuls | Blancs et nuls                   | Blancs et nuls   | 1 128        | 2,82         | 1 569       | 4,06        |  |
| Exprimés       | Exprimés                         | Exprimés         | 38 849       | 97,18        | 37 090      | 95,94       |  |